# Bright Osayi-Samuel
Bright Osayi-Samuel, né le 31 décembre 1997 à Okija (en), est un footballeur international nigérian qui évolue au poste de milieu droit ou d'arrière droit au Birmingham City.

## Biographie

### En club
Le 7 mars 2015, il fait ses débuts professionnels en faveur de Blackpool.
Le 1er septembre 2017, il rejoint les Queens Park Rangers, en Division 2 anglaise. Il joue 18 matchs en championnat la première saison, inscrivant un but, puis 27 matchs lors de la seconde, marquant deux buts.

### En sélection nationale
Le 29 décembre 2023, il est retenu dans la liste des vingt-cinq joueurs nigérians sélectionnés par José Peseiro pour disputer la Coupe d'Afrique des nations 2023.

## Statistiques
| Saison                | Club                  | Championnat           | Championnat | Championnat | Championnat | Coupe nationale | Coupe nationale | Coupe nationale | Coupe de la Ligue | Coupe de la Ligue | Coupe de la Ligue | Compétition(s) continentale(s) | Compétition(s) continentale(s) | Compétition(s) continentale(s) | Compétition(s) continentale(s) | Total | Total | Total |
| Saison                | Club                  | Division              | M.          | B.          | P.d.        | M.              | B.              | P.d.            | M.                | B.                | P.d.              | Comp.                          | M.                             | B.                             | P.d.                           | M.    | B.    | P.d.  |
| 2014-2015             | Blackpool FC          | Championship          | 6           | 0           | 0           | -               | -               | -               | -                 | -                 | -                 | -                              | -                              | -                              | -                              | 6     | 0     | 0     |
| 2015-2016             | Blackpool FC          | League One            | 23          | 0           | 0           | 2               | 0               | 0               | -                 | -                 | -                 | -                              | -                              | -                              | -                              | 25    | 0     | 0     |
| 2016-2017             | Blackpool FC          | League Two            | 33          | 4           | 0           | 8               | 1               | 0               | 1                 | 0                 | 0                 | -                              | -                              | -                              | -                              | 42    | 5     | 0     |
| 2017-2018             | Blackpool FC          | League One            | 4           | 0           | 0           | -               | -               | -               | 1                 | 0                 | 0                 | -                              | -                              | -                              | -                              | 5     | 0     | 0     |
| Sous-total            | Sous-total            | Sous-total            | 66          | 4           | 0           | 10              | 1               | 0               | 3                 | 0                 | 0                 | -                              | -                              | -                              | -                              | 79    | 5     | 0     |
| 2017-2018             | QPR                   | Championship          | 18          | 1           | 0           | -               | -               | -               | 1                 | 0                 | 0                 | -                              | -                              | -                              | -                              | 19    | 1     | 0     |
| 2018-2019             | QPR                   | Championship          | 27          | 2           | 0           | 4               | 0               | 0               | 3                 | 1                 | 0                 | -                              | -                              | -                              | -                              | 34    | 3     | 0     |
| 2019-2020             | QPR                   | Championship          | 37          | 5           | 8           | 2               | 1               | 0               | 1                 | 0                 | 0                 | -                              | -                              | -                              | -                              | 40    | 6     | 8     |
| 2020-2021             | QPR                   | Championship          | 21          | 3           | 2           | 1               | 0               | 0               | 1                 | 0                 | 0                 | -                              | -                              | -                              | -                              | 23    | 3     | 2     |
| Sous-total            | Sous-total            | Sous-total            | 103         | 11          | 10          | 7               | 1               | 0               | 5                 | 1                 | 0                 | -                              | -                              | -                              | -                              | 115   | 13    | 10    |
| 2020-2021             | Fenerbahçe SK         | Süper Lig             | 18          | 1           | 0           | 1               | 0               | 0               | -                 | -                 | -                 | -                              | -                              | -                              | -                              | 19    | 1     | 0     |
| 2021-2022             | Fenerbahçe SK         | Süper Lig             | 31          | 1           | 3           | 2               | 1               | 0               | -                 | -                 | -                 | C3+C4                          | 8+2                            | 0+0                            | 0+1                            | 43    | 2     | 4     |
| 2022-2023             | Fenerbahçe SK         | Süper Lig             | 23          | 0           | 0           | 4               | 0               | 0               | -                 | -                 | -                 | C1+C3                          | 2+0                            | 0+0                            | 0+0                            | 29    | 0     | 0     |
| 2023-2024             | Fenerbahçe SK         | Süper Lig             | 23          | 3           | 1           | 1               | 0               | 0               | -                 | -                 | -                 | C4                             | 15                             | 0                              | 1                              | 39    | 3     | 2     |
| 2024-2025             | Fenerbahçe SK         | Süper Lig             | 25          | 0           | 0           | 2               | 0               | 0               | -                 | -                 | -                 | C1+C3                          | 3+11                           | 0                              | 0                              | 41    | 0     | 0     |
| Sous-total            | Sous-total            | Sous-total            | 120         | 5           | 4           | 10              | 1               | 0               | -                 | -                 | -                 | -                              | 48                             | 0                              | 2                              | 178   | 6     | 6     |
| Total sur la carrière | Total sur la carrière | Total sur la carrière | 289         | 20          | 14          | 27              | 2               | 0               | 8                 | 1                 | 0                 | -                              | 48                             | 0                              | 2                              | 372   | 23    | 16    |

### En sélection nationale
| Saison                | Sélection             | Phases finales        | Phases finales | Phases finales | Phases finales | Éliminatoires | Éliminatoires | Éliminatoires | Matchs amicaux | Matchs amicaux | Matchs amicaux | Total | Total | Total |
| Saison                | Sélection             | Compétition           | M              | B              | Pd             | M             | B             | Pd            | M              | B              | Pd             | M     | B     | Pd    |
| --------------------- | --------------------- | --------------------- | -------------- | -------------- | -------------- | ------------- | ------------- | ------------- | -------------- | -------------- | -------------- | ----- | ----- | ----- |
| 2022-2023             | Nigéria               | -                     | -              | -              | -              | 3             | 0             | 1             | 1              | 0              | 0              | 4     | 0     | 1     |
| 2024-2025             | Nigéria               | CAN 2024              | 5              | 0              | 0              | 4             | 0             | 0             | 5              | 0              | 0              | 14    | 0     | 0     |
| 2024-2025             | Nigéria               | -                     | -              | -              | -              | 4             | 0             | 0             | -              | -              | -              | 4     | 0     | 0     |
| Total sur la carrière | Total sur la carrière | Total sur la carrière | 5              | 0              | 0              | 11            | 0             | 1             | 6              | 0              | 0              | 22    | 0     | 1     |

## Palmarès
- Fenerbahce SK:
  - Coupe de Turquie en 2023.